# Les Naufragés de l'autocar (film, 1957)
Pour plus de détails, voir Fiche technique et Distribution.
Les Naufragés de l'autocar (The Wayward Bus) est un film américain réalisé par Victor Vicas et sorti en 1957. Il s'agit d'une adaptation du roman homonyme de John Steinbeck.

## Fiche technique
- Titre français : Les Naufragés de l'autocar
- Titre original : The Wayward Bus
- Réalisation : Victor Vicas
- Scénario : Ivan Moffat, d'après le roman Les Naufragés de l'autocar de John Steinbeck
- Production : Charles Brackett
- Société de production : Twentieth Century Fox
- Distribution : Twentieth Century Fox
- Musique : Leigh Harline
- Photographie : Charles G. Clarke
- Montage : Louis R. Loeffler
- Direction artistique : Walter M. Simonds et Modèle:Lyle R. Wheeler
- Décorateur de plateau : Fay Babcock et Walter M. Scott
- Costumes : Charles Le Maire et Mary Wills
- Pays d'origine :  États-Unis
- Langue originale : anglais
- Format : noir et blanc - son mono (Westrex Recording System) / 4-Track Stereo (Westrex Recording System)
- Genre : drame
- Durée : 87 min
- Date de sortie :
  - États-Unis : 27 mai 1957

## Distribution
- Joan Collins : Alice Chicoy
- Jayne Mansfield : Camille Oakes
- Dan Dailey : Ernest Horton
- Rick Jason : Johnny Chicoy
- Betty Lou Keim : Norma
- Dolores Michaels : Mildred Pritchard
- Larry Keating : Elliott Pritchard
- Robert Bray : Morse
- Kathryn Givney : Mme Elliott (Bernice) Pritchard
- Dee Pollock : Ed 'Pimples' Carson
- Will Wright : Van Brunt